# عاشیق غریب

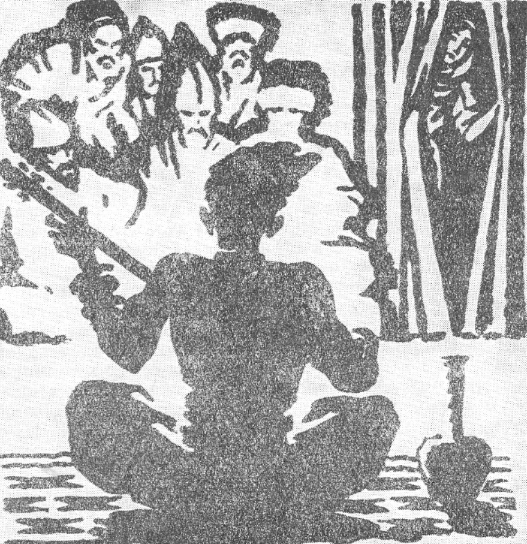
عاشیق غریب

عاشیق غریب (ترکی آذربایجانی: Aşıq Qərib، به معنای "عاشیق سرگردان") یک داستان عاشقانه از نویسندای گمنام است، که بعد از قرن 16-17th تألیف شده و در قفقاز و آسیای مرکزی بسیار معروف است. ابیاتی که در نثر گنجانده شده‌است، به قهرمان همنام، عاشیق غریب نسبت داده می‌شود که سفرهای خود را با عشق دنیوی آغاز کرد و با سفر و آموختن، سپس به مقام مقدس دست یافت. نسخه اصلی آذربایجانی اولین بار توسط میخائیل لرمانتوف در سال ۱۸۳۷ ضبط شد و در سال ۱۸۴۶ منتشر شد. در سال ۱۹۱۵ ذوالفقار حاجی بی اف آهنگساز آذربایجانی اپرای عاشیق غریب را نوشت.
این داستان در آسیای صغیر و آسیای میانه محبوب است. نسخه ترکی این اثر شکل سریالی به خود گرفته (پسرعاشیق غریب و نوه عاشیق غریب). نسخه ترکمنی (شاهسنم و غریب) دارای جزئیات قومی و نام‌های تاریخی فراوان است.
داستان عاشیق غریب سوژه اصلی یک فیلم سینمایی هست به همین نام که تهیه‌کننده و کارگردان آن سرگئی پاراجانف است.

## یادداشت
1. ↑  Great Soviet Encyclopedia, 3rd Edition (1970-1979)